# 慾望
慾望是人的一種心理狀態，常與“渴望”“需要”等想法相關。馬斯洛需求層次理論是人本主義科學的理論之一，由美國心理學家亞伯拉罕·馬斯洛在1943年在《人類激勵理論》論文中所提出。書中將人類需求像階梯一樣從低到高按層次分為五種，分別是：生理需求、安全需求、社交需求、尊重需求和自我實現需求。
「慾望」是哲學家探討的題目，無論是道家、儒家、兵家、法家、縱橫家及佛教與西方哲學。經濟學及管理學也有分析利用管理人類慾望，稱為動機。